# Aukusti Sihvola
Aukusti Sihvola (Sippola, Finlandia, 7 de marzo de 1895-18 de junio de 1947) fue un deportista finlandés especialista en lucha libre olímpica donde llegó a ser subcampeón olímpico en Ámsterdam 1928.

## Carrera deportiva
En los Juegos Olímpicos de 1928 celebrados en Ámsterdam ganó la medalla de plata en lucha libre olímpica estilo peso pesado, tras el sueco Johan Richthoff (oro) y por delante del francés Edmond Dame (bronce).